# District de Jamshoro
Le district de Jamshoro (en ourdou : ضِلع جامشورو) est une subdivision administrative de la province du Sind au Pakistan. Constitué autour de sa capitale Jamshoro, le district est entouré des districts de Dadu et de Naushahro Feroze au nord, les districts de Shaheed Benazirabad, de Matiari et de Hyderabad à l'est, le district de Thatta au sud et enfin Karachi ainsi que la province du Baloutchistan à l'ouest.
Créé en 2004, le district compte près d'un million d'habitants en 2017. La population, qui parle essentiellement sindhi, est principalement rurale et vit de l'agriculture. Le district est surtout pauvre et peu développé, malgré la présence de Kotri, première ville du district et proche d'Hyderabad. C'est un fief du Parti du peuple pakistanais.

## Histoire

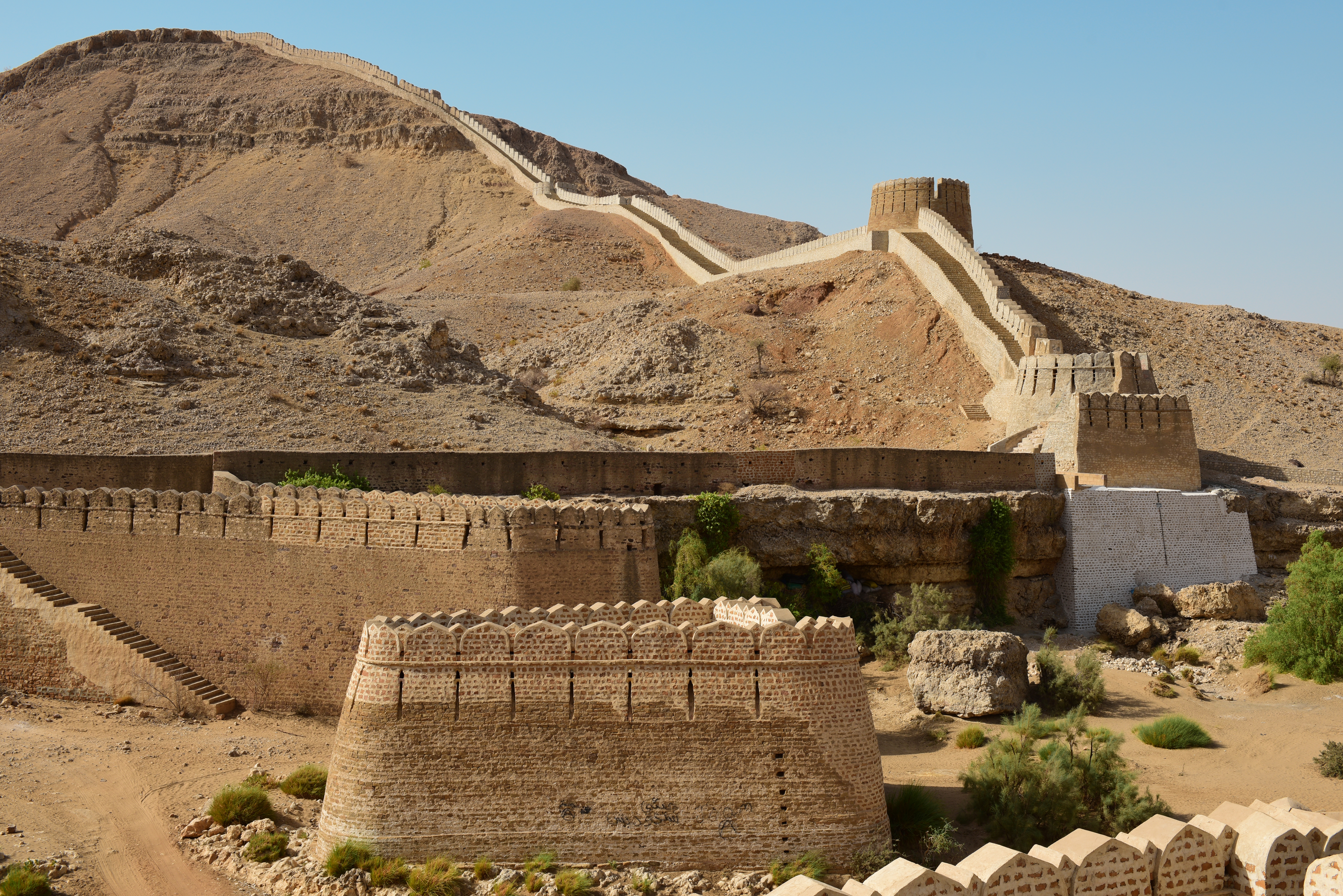
Le fort Ranikot.

La région de Jamshoro a été sous la domination de diverses puissances au cours de l'histoire, notamment le Sultanat de Delhi puis l'Empire moghol, avant d'être est intégrée au Raj britannique en 1858. Elle présente ainsi un certain héritage historique, dont le plus important est le fort Ranikot, principalement construit au XVIIe siècle. La population majoritairement musulmane a soutenu la création du Pakistan en 1947.
Le district a été créé le 14 décembre 2004 en amputant le district de Dadu, peu avant les élections locales de 2005.
Le 17 février 2017, la deuxième ville du district Sehwan est la cible de l'un des attentats les plus meurtriers de l'histoire du pays. Une attaque à la bombe vise le sanctuaire soufi de Lal Shahbaz Qalandar, faisant une centaine de morts. Il est revendiqué par le groupe État islamique.

## Démographie
Lors du recensement de 1998, la population des tehsils qui constitueront plus tard le district a été évaluée à 582 094 personnes, dont environ 25 % d'urbains.
Le recensement suivant mené en 2017 pointe une population de 993 142 habitants, soit une croissance annuelle de 2,9 %, supérieure aux moyennes nationale et provinciale de 2,4 %. Le taux d'urbanisation grimpe pour s'établir à 44 %, du fait de la croissance de Kotri.
La langue la plus parlée du district est de loin le sindhi, pour près de 84 %, et on trouve des petites minorités parlant ourdou (6 %), pendjabi (4 %) et pachto (3 %). Les minorités religieuses sont hindoues à 6 % et chrétiennes à 1,5 % en 1998.

## Administration

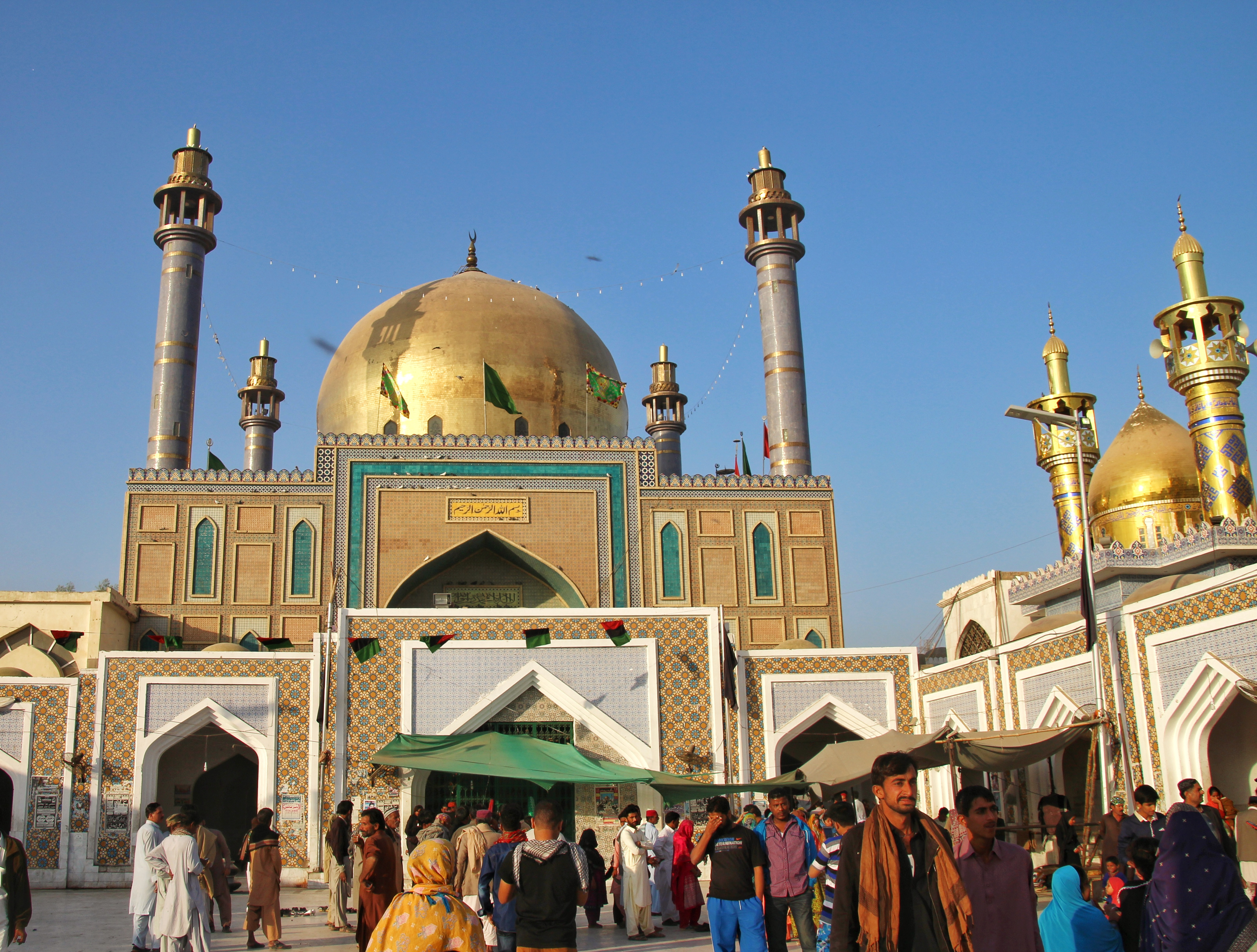
Le mausolée soufi Lal Shahbaz Qalandar, à Sehwan Sharif.

Le district est divisé en quatre tehsils ainsi que 29 Union Councils.
| Tehsil          | Population (rec. 2017) |
| --------------- | ---------------------- |
| Kotri           | 437 561                |
| Manjhand        | 140 840                |
| Sehwan          | 269 291                |
| Thano Bula Khan | 145 450                |

Seules trois villes du district comptent plus de 20 000 habitants. La plus importante est de loin Kotri, qui fait rare n'est pas la capitale du district. Elle rassemble près de 26 % de la population du district et 60 % de sa population urbaine. Par ailleurs, celle-ci a connu une croissance démographique exceptionnelle entre 1998 et 2017, du fait de la proximité avec Hyderabad. La deuxième ville du district Sehwan Sharif est un important lieu saint du soufisme et la capitale Jamshoro est la troisième ville du district.
| Ville         | Population (rec. 2017) |
| ------------- | ---------------------- |
| Kotri         | 259 358                |
| Sehwan Sharif | 66 923                 |
| Bhan          | 37 316                 |
| Jamshoro      | 34 420                 |

## Économie et éducation

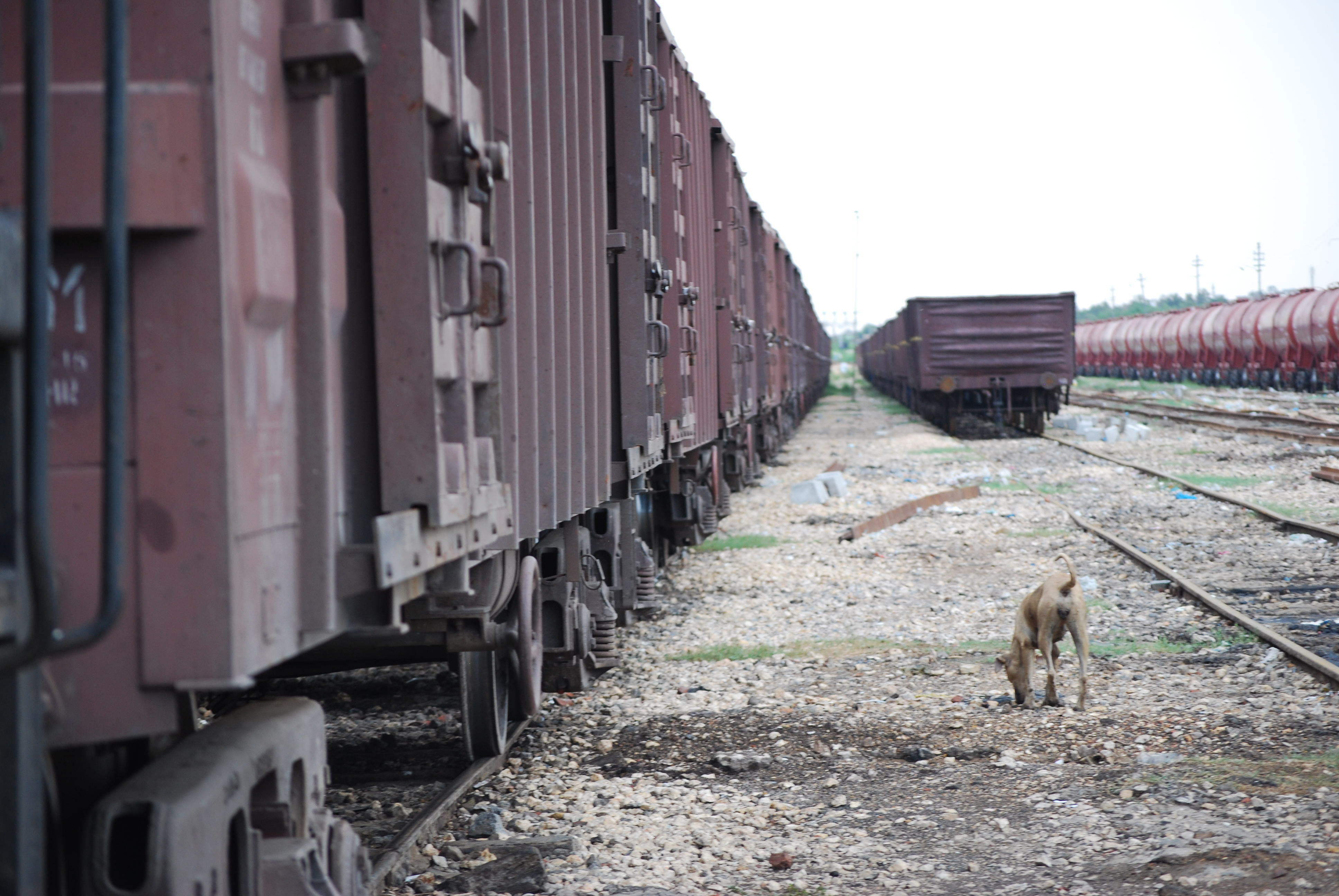
La gare de Kotri.

Jamshoro est un district peu développé et principalement rural, surtout excentré. Les villes de Jamshoro et Kotri, proches l'une de l'autre, sont toutefois bien reliées au réseau de transport. Jamshoro est desservie depuis 2018 par l'autoroute M-9 et Kotri est une importante gare de jonction, bien située sur le réseau de chemins de fer. Proches de la deuxième ville de la province Hyderabad, les villes sont dynamiques, surtout Kotri.
Selon un classement national de la qualité de l'éducation, le district se trouve un peu en dessous de la médiane du pays, avec une note de 53 sur 100 et une égalité entre filles et garçons de 76 %. Il est classé 88e sur 141 districts au niveau des résultats scolaires et 71e sur 155 au niveau de la qualité des infrastructures des établissements du primaire.

## Politique
À la suite de la réforme électorale de 2018, le district est représenté par la circonscription no 233 à l'Assemblée nationale ainsi que les trois circonscriptions no 80 à 82 de l'Assemblée provinciale du Sind. Lors des élections législatives de 2018, elles sont toutes remportées par des membres du Parti du peuple pakistanais.
| Parti                                      | Voix (national) | %       | Élus nationaux | Élus provinciaux |
| ------------------------------------------ | --------------- | ------- | -------------- | ---------------- |
| Parti du peuple pakistanais                | 133 500         | 58,21 % | 1              | 3                |
| Sindh United Party                         | 81 250          | 35,43 % | 0              | 0                |
| Ligue musulmane du Pakistan (N)            | 3 615           | 1,58 %  | 0              | 0                |
| Muttahida Majlis-e-Amal                    | 2 314           | 1,01 %  | 0              | 0                |
| Autres partis                              | 401             | 0,17 %  | 0              | 0                |
| Indépendants                               | 8 266           | 3,60 %  | 0              | 0                |
| Total exprimés (participation : 56,35 %)   | 229 346         | 100 %   | 1              | 3                |
| Source : Commission électorale du Pakistan |                 |         |                |                  |